# Estupro na Índia
O estupro é o quarto crime mais comum contra as mulheres na Índia. De acordo com o relatório anual de 2019 do  National Crime Records Bureau (NCRB), 32.033 casos de estupro foram relatados em toda a Índia em 2019, numa média de 88 casos diários. Destes, 30.165 foram cometidos por alguém conhecido da vítima (94,2% dos casos).
A Índia tem se caracterizado como um dos "países com a menor taxa de estupro per capita", contudo um grande número de violações não são declaradas. A disposição para relatar o estupro tem aumentado nos últimos anos, depois que vários incidentes de estupro receberam ampla atenção da mídia e provocaram protestos públicos. Isto levou o Governo da Índia a reformar o código penal para os crimes de estupro e agressão sexual.
De acordo com  estatísticas de 2015 do NCRB, Madhya Pradesh tem o maior número bruto de estupros relatados entre os estados da índia, enquanto Jodhpur em Rajasthan tem a maior taxa de estupro per capita seguido de Delhi, a capital.

## Definição no Código Penal Indiano

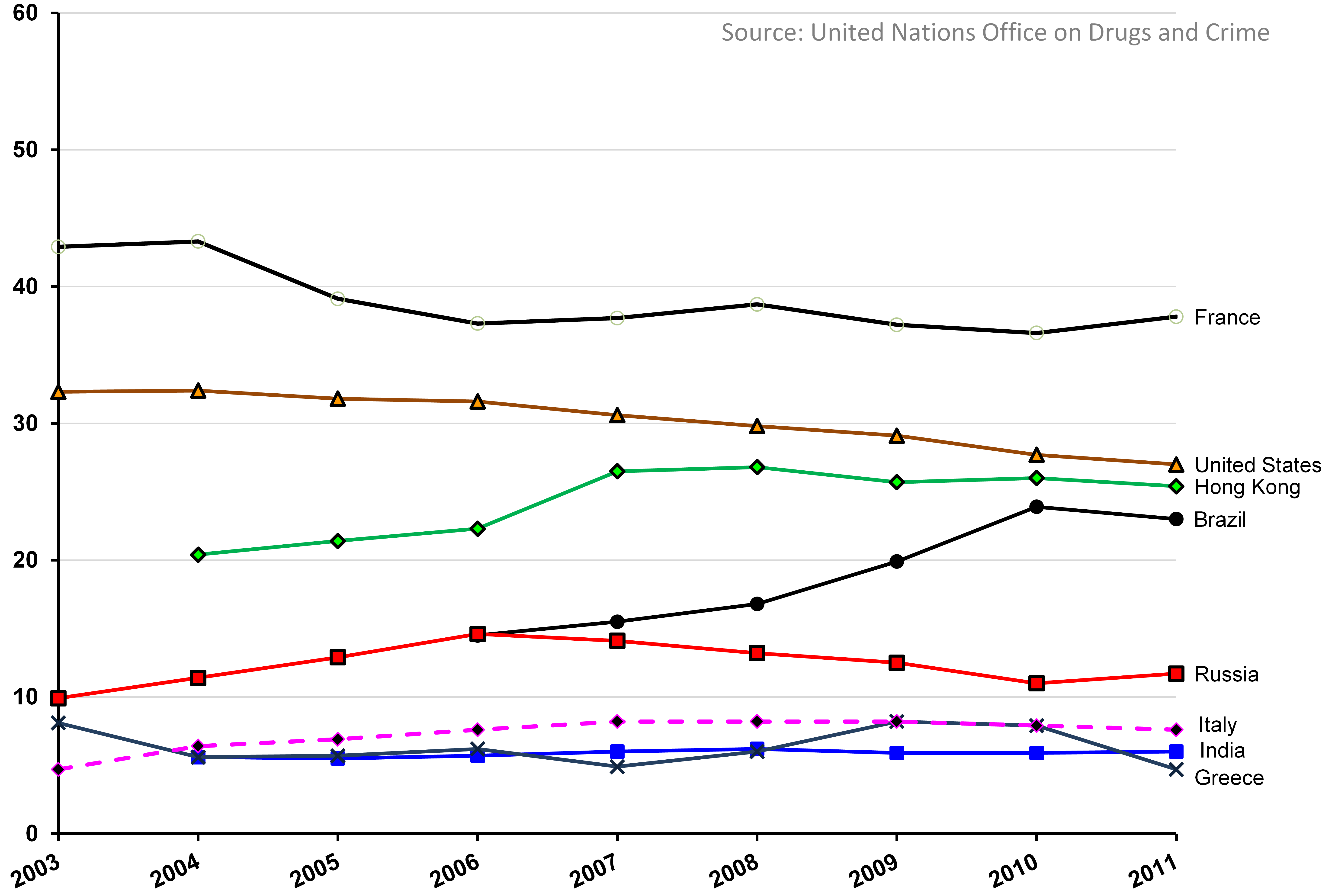
Anuário de estupro e de todas as formas de agressões sexuais registadas, por 100.000 pessoas, para a Índia (dados da UNODC, em 2013) em comparação a algumas outras nações

Antes de 3 de fevereiro de 2013, a Seção 375 do Código Penal Indiano havia definido o estupro como:
§375. O estupro. Um homem comete "estupro", quando, exceto nos casos a seguir,  tem relações sexuais com uma mulher em circunstâncias que se enquadram em qualquer uma das seis seguintes descrições:
Em primeiro lugar. — Contra a sua vontade.
Em segundo lugar. — Sem o seu consentimento.
Em terceiro lugar. — Com o seu consentimento, quando este tiver sido  obtido colocando-a, ou qualquer pessoa do seu interesse, com medo da morte ou ferimentos.
Em quarto lugar. — Com o seu consentimento, quando o homem sabe que não é seu marido, e que o consentimento é dado, porque ela acredita que ele é um outro homem para quem ela é ou acredita ser legalmente casada.
Em quinto lugar. — Com o seu consentimento, quando, no momento de dar tal consentimento, por razão de insanidade mental ou intoxicação, ou a administração por ele, pessoalmente, ou através de outro, de qualquer substância entorpecente ou prejudicial, ela é incapaz de compreender a natureza e as consequências daquilo que ela consente.
Em sexto lugar. — Com ou sem o seu consentimento, quando ela é menor de dezesseis anos de idade.
Explicação. — A penetração é suficiente para constituir a relação sexual necessária para o delito de estupro.

Exceção. — A relação sexual deum homem com sua mulher, a esposa não sendo menor de quinze anos de idade, não é estupro.
A definição acima exclui o estupro conjugal,  crimes de sexo idêntico.,   e considerava todas as relações sexuais com uma menor abaixo de dezesseis anos de idade como estupro.
Depois de 3 de fevereiro de 2013, a definição foi revisada através do Direito Penal (Amendment) Act de 2013, que também elevou a idade legal de menor de dezoito anos de idade.
§375. Diz-se que um homem comete estupro se ele:-- (a) penetra com seu pênis, em qualquer extensão, na vagina, boca, uretra ou ânus de uma mulher, ou a obriga a fazê-lo com ele ou qualquer outra pessoa; ou (b) introduz, em qualquer extensão, qualquer objeto ou uma parte do corpo, não sendo o pénis, na vagina, a uretra ou ânus de uma mulher, ou a obriga a fazê-lo com ele ou qualquer outra pessoa; ou (c) manipula qualquer parte do corpo de uma mulher, de modo a causar a penetração na vagina, uretra, ânus ou qualquer parte do corpo dessa mulher, ou ou a obriga a fazê-lo com ele ou qualquer outra pessoa; ou (d) aplica a boca na vagina,  ânus,uretra da mulher ou a obriga a fazê-lo com ele ou qualquer outra pessoa, de acordo com as circunstâncias que se enquadram em qualquer uma das seguintes sete descrições:

Em primeiro lugar.-- Contra a sua vontade.
Em segundo lugar. -- Sem o seu consentimento.
Em terceiro lugar. - Com o seu consentimento, quando este tiver sido  obtido colocando-a, ou qualquer pessoa do seu interesse, com medo da morte ou ferimentos.
Em quarto lugar. - Com o seu consentimento, quando o homem sabe que não é seu marido, e que o consentimento é dado, porque ela acredita que ele é um outro homem para quem ela é ou acredita ser legalmente casada.
Em quinto lugar.— Com o seu consentimento, quando, no momento de dar tal consentimento, por razão de insanidade mental ou intoxicação, ou a administração por ele, pessoalmente, ou através de outro, de qualquer substância entorpecente ou prejudicial, ela é incapaz de compreender a natureza e as consequências daquilo que ela consente.
Em sexto lugar. -- Com ou sem o seu consentimento, quando ela é menor de dezoito anos de idade.
Em sétimo lugar. -- Quando ela é incapaz de comunicar consentimento.
Explicação 1.-- Para os propósitos desta seção, "vagina", também deve incluir grandes lábios.

Explicação 2.-- Consentimento significa um inequívoco acordo voluntário, quando a mulher, por palavras, gestos ou de qualquer forma verbal ou não-verbal de comunicação, comunica a vontade para participar num específico ato sexual; desde que a mulher que fisicamente não resista ao ato de penetração não seja considerada, apenas por razão desse facto,   como consentindo  a atividade sexual. Exceções-1. Um procedimento médico ou a intervenção médica não constitui violação; 2. Relações sexuais ou atos sexuais de um homem com a sua própria esposa, a esposa não sendo menor de quinze anos de idade, não é estupro.
Mesmo após a reforma de 2013, o estupro conjugal, quando a esposa e o marido vivem juntos, continuou a não ser um crime na Índia. O Artigo 376B da lei de 2013 a lei considerou a relação sexual de um homem com sua mulher – se ela está a viver separada – um crime, seja nos termos de um decreto de separação ou de outra forma, punível com pelo menos 2 anos de prisão. Sexo forçado por um homem com  sua mulher, também pode ser considerado um caso de violência doméstica sob outras seções do código Penal Indiano, como a Seção 498(A), bem como a Lei de 2005 de Protecção das Mulheres contra a Violência Doméstica . O crime de abuso sexual de uma criança, isto é, qualquer pessoa abaixo da idade de dezoito anos, é descrito mais detalhadamente e as punições obrigatórias descritas na Lei de Protecção das Crianças contra Delitos Sexuais de 2012.
Todos os atos sexuais entre membros do mesmo sexo, consensuais ou forçados, eram um crime de acordo com a Seção 377 do código penal Indiano, depois da reforma da Lei Penal de  2013, com a mesma punição que a do estupro. mas que foi posteriormente anulada por um  acórdão histórico do Supremo Tribunal a 6 de Setembro de 2018, que declarou que todos os actos sexuais consensuais entre adultos que atingiram a idade de consentimento não  violavam a Secção 377, descriminalizando assim o homossexualismo na Índia.

## Estatísticas de estupro
Em 2019 foi registada uma violação a cada 16 minutos na Índia. Este número era de 15 minutos em 2018.

### Estupro de menores
Segundo estudos citados pela Human Rights Watch,  mais de 7.200 crianças, incluindo bebés, são estupradas todos os anos na Índia. As vítimas que relatam as agressões são frequentemente postas de parte,  ignoradas pela polícia, pessoal médico, e outras autoridades, disse Meenakshi Ganguly, directora da HRW no Sul da Ásia. O relatório diz que muitas crianças são "maltratadas uma segunda vez por exames médicos traumáticos e pela polícia e outras autoridades que não querem ouvir ou acreditar nos seus relatos". Os activistas afirmam que as crianças são abusadas sexualmente por familiares, vizinhos, na escola e em lares para órfãos e que a maioria dos casos não são denunciados porque no sistema tradicional da Índia, os pais e as famílias têm medo de atrair o estigma social.
Meninas menores são traficadas para a prostituição na Índia, assim, o estupro de menores associa-se a uma vida de sofrimento. Entre os  países estudados pela Maplecroft sobre o sexo, o tráfico e o crime contra menores, a Índia foi classificado em 7º pior.

### Estimativas de estupros reportados
A maioria dos estupros não são notificados porque as vítimas  têm medo de retaliação e de humilhação, tanto na Índia como em várias partes do mundo. Parlamentares  indianos afirmaram que o problema do estupro  na Índia está a ser subestimado, pois um grande número de casos não são relatados, ainda que mais vítimas estejam cada vez mais denunciando e reportando casos  de estupro e agressões sexuais. De acordo com uma estimativa, a partir de 2014, apenas 5-6% dos casos de estupro na Índia são relatados à polícia.
Poucos estados da Índia têm tentado estimar ou pesquisar casos não denunciados de agressão sexual. As estimativas de violações  não declaradas na Índia variam amplamente. Uma comparação entre os dados do National Crime Records Bureau (NCRB) e o programa Pesquisa Nacional de Saúde da Família (NFHS -National Family Health Survey ), em 2005, mostra que apenas 5,8% dos estupros foram reportados.[ligação inativa] A violação conjugal não é um acto criminoso na Índia, por isso não pode ser estimado. Madiha Kark estima que  54% dos crimes de  estupro  não são reportados, de acordo com  a  Rape, Abuse & Incest National Network (RAINN) que cita. Um estudo  de 57 países pela ONU  estimou que  apenas 11% dos estupros e casos de violência sexual em todo o mundo são denunciados.

## Incidentes notáveis

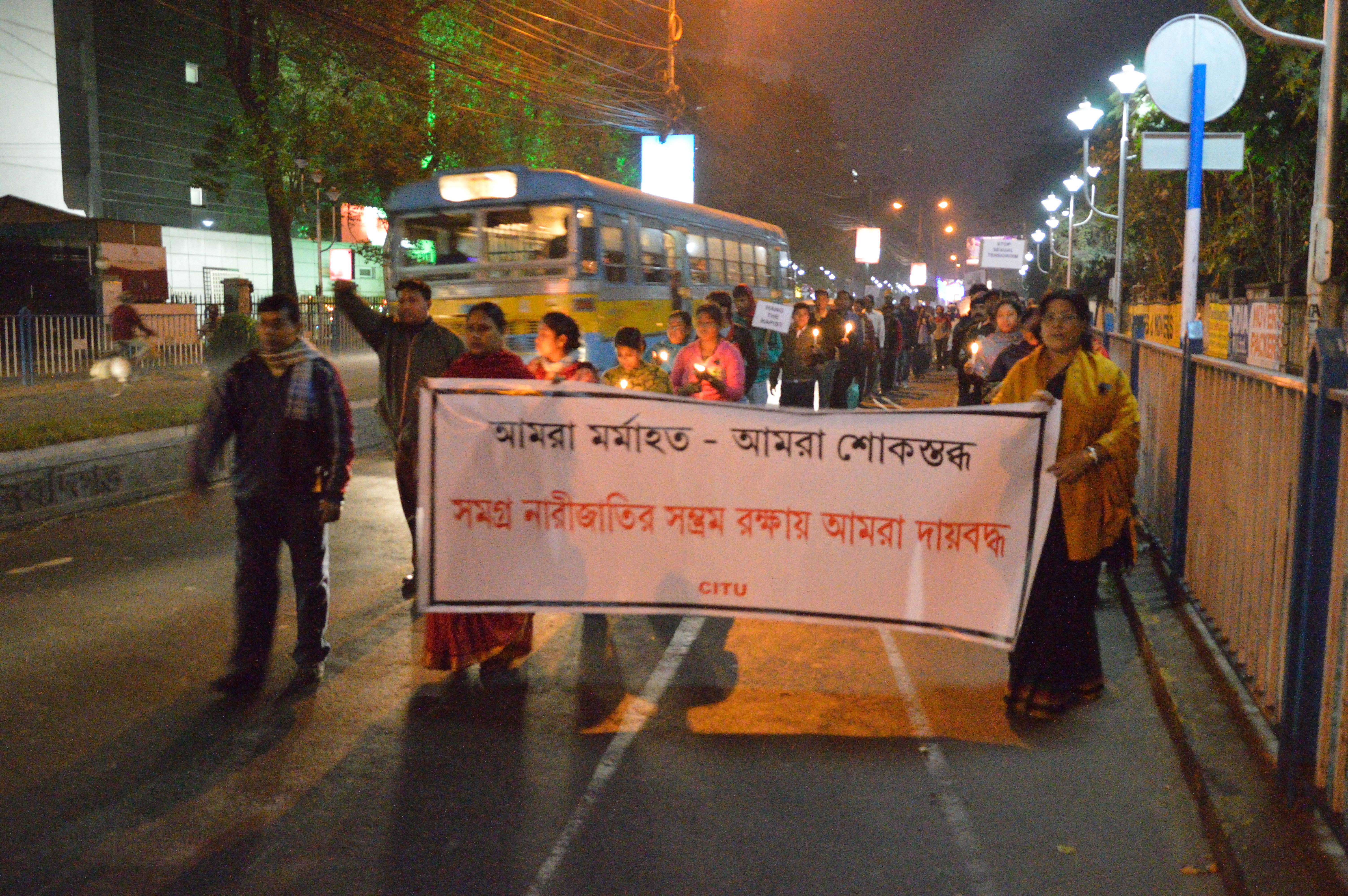
Marcha silenciosa de protesto em Salt Lake City, em Calcutá, após a morte de Jyoti Singh, em 29 de dezembro de 2012.

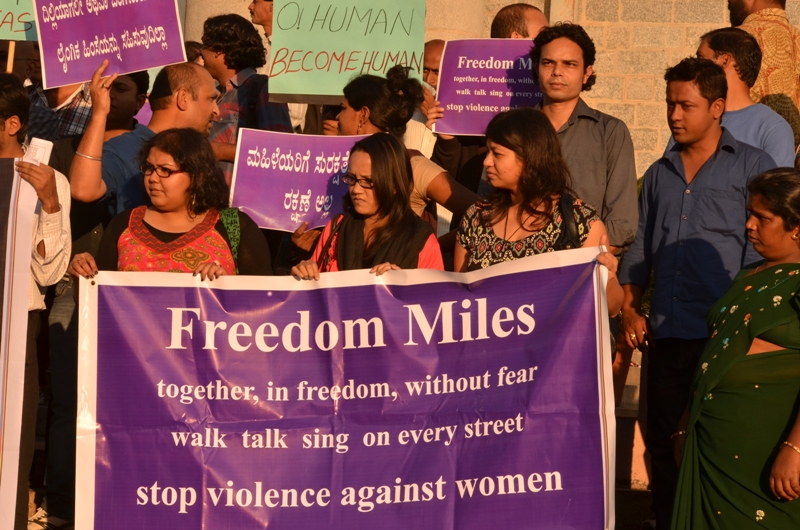
Protesto em Bangalore junto da Câmara Municipal,em 30 de dezembro de 2012.

O estupro coletivo de uma jovem estudante de 23 anos, Jyoti Singh,  em um ônibus público, em 16 de dezembro de 2012, provocou grandes protestos em toda a capital de nova Deli. Ela estava com um amigo do sexo masculino que foi brutalmente espancado com uma barra de ferro durante o incidente. Este mesmo objeto foi usado para penetrar os orgãos sexuais e o ânus da vítima de uma forma tão grave que os intestinos precisaram de ser removidos cirurgicamente, antes de sua morte, treze dias após o ataque.
No dia seguinte, houve um alvoroço no parlamento Indiano sobre o incidente. Os deputados em ambas as casas tinham deixado de lado seus negócios regulares para discutir o caso e exigir uma punição rigorosa para aqueles que realizaram o ataque. A líder da oposição na Lok Sabha, Sushma Swaraj, exigiu que os estupradores fossem enforcados. Contudo, algumas autoridades políticas e religiosas tiveram reações bastante conservadoras e  atribuiram culpas à vítima, que estaria pouco vestida, na rua a horas impróprias e na companhia de um homem que não era seu familiar.
Milhares de pessoas, sobretudo jovens, participaram de uma enorme manifestação em 22 de dezembro, em protesto. A Polícia prendeu seis homens suspeitos do estupro.
Em agosto de 2013, uma jovem de 22 anos, fotojornalista, que estava estagiando numa revista de língua inglesa em Mumbai, foi estuprada por cinco homens, quando ela tinha ido para o complexo deserto de Shakti Mills, perto de Mahalaxmi, no sul da cidade, com um colega do sexo masculino em uma atribuição. Isto provocou protestos em todo o país, uma vez que Mumbai, com a sua vida nocturna muito activa, era anteriormente considerada um porto seguro para as mulheres. O tribunal da cidade considerou os acusados culpados e condenou à pena de morte  os três criminosos reincidentes naquele caso, tornando-os os primeiros no país a receber a sentença de morte estipulada sob a recém-promulgada Seção 376E do Código Penal Indiano.
Em 14 de Março de 2015, uma freira aposentada de 71 anos foi estuprada por uma gangue em Ranaghat, Bengala Ocidental, por intrusos no Convento de Jesus e Maria. Os seis intrusos foram registrados em CFTV enquanto saqueavam a capela, destruindo artigos religiosos, roubando dinheiro e violando a vítima. Seis homens foram presos acusados do crime em 1 de abril de 2015, e identificados como bangladeses muçulmanos.
Em 29 de Março de 2016,  Delta Meghwal, uma menina Dalit (ou seja, intocável, a mais baixa casta da Índia) de 17 anos de idade, foi encontrada afogada num  tanque de água em Jain Adarsh Teacher Training Institute for Girls, onde estudava. Dois homens identificados como sendo Vijendra Singh e Priya Shukla foram presos pela polícia de Bikaner e mantidos sob guarda judicial. O Estado, por fim, aderiu a um inquérito CBI depois que o problema tornou-se politizado. Em 8 de outubro de 2021, ou seja, 5 anos após a data do incidente, um Tribunal considerou que o instrutor de treino físico Vijendra Singh era culpado de sequestro, estupro e cumplicidade no suicídio do menor. O tribunal também declarou o diretor da faculdade Pragya Prateek Shukla e o diretor do albergue Priya Shukla culpados de cumplicidade no alegado suicídio da jovem.
Em 17 de janeiro de 2018, Asifa Bano, uma menina muçulmana de oito anos de idade, foi estuprada coletivamente, drogada,  e assassinada na aldeia de Rasana, perto de Kathua, em Jammu e Caxemira. O incidente virou notícia nacional quando foram feitas acusações contra oito homens , em Abril de 2018. A prisão dos acusados, todos hindus,  levou a protestos de grupos de extrema direita indiana, um dos quais contou com a presença de dois ministros do Bharatiya Janata Party, sendo que ambos abandonaram o cargo mais tarde. O estupro e assassinato, bem como o apoio que os acusados receberam, provocaram indignação generalizada.

### Jammu e Caxemira
Houve acusações de estupro e abuso sexual em massa em Jammu e Caxemira. Relatórios têm mostrado que o estupro foi realizado por ambas as forças armadas Indianas e grupos militantes Islâmicos. Tanto no caso de mulheres e meninas muçulmanas, como no caso de indianas, a violação sexual, neste caso usada como arma de guerra, provoca na maior parte das vezes a exclusão da sociedade, o abandono pela família e a vergonha, que abrange também os familiares.
Em 1991, a 4ª unidade de Rajputana Rifles foi acusada de se dirigir  para a aldeia de Kunan Poshpora. em Caxemira, e aí ter estuprado entre 30 e 100 mulheres com idade entre 13 e 70 anos. O governo Indiano realizou três consultas sobre as denúncias e concluiu que tinha sido um embuste, mas, segundo a Human Rights Watch, sérias dúvidas permanecem.
Estupros por militantes islâmicos têm sido relatados desde o Guerra Indo-Paquistanesa de 1947. Em 22 de outubro de 1947, militantes pashtuns invadiram Baramulla num caminhão do exército paquistanês, e estupraram as mulheres, incluindo freiras europeias. A Comissão Internacional de Juristas afirmou que, embora o ataque não tivesse sido provado para além da dúvida, existem motivos muito substanciais para acreditar que se realizou. Em 2011, a Comissão Estadual de Direitos Humanos (SHRC) pediu a reabertura do caso.
Em Março de 1990, a Sra M. N. Paulo, esposa de um inspetor da Border Security Force (BSF), foi sequestrada, torturada e estuprada em grupo durante muitos dias. Em seguida, o seu corpo  com membros fraturados foi  abandonado numa estrada.
Militantes de organizações como a Hizb-ul-Mujahideen, Jamiat-ul-Mujahideen e Harkat ul-Ansar foram acusados de terem realizado estupros. Em Jammu, a Frente de Libertação de Jammu e Caxemira foi acusada de  limpeza étnica por meio de homicídios, fogo posto e o estupro como arma de guerra para expulsar da região centenas de milhares de Hindus Caxemirense Pandits da região. Após o aumento de estupros por forças armadas Indianas e militantes, a HRW alegou  que as vítimas de violação  sofreram ostracismo e que existe um "código de silêncio e de medo" que impede as pessoas de denunciar tais abusos. De acordo com a HRW, a investigação de casos de estupro pelas forças Indianas e militantes é difícil porque muitos Kashmiris estão relutantes em discuti-los por medo de sofrer represálias violentas.

### No Nordeste da Índia
Grupos de direitos humanos alegam que as forças armadas Indianas, sob a proteção daLei das Forças Armadas (Poderes Especiais) de 1958 , realizaram uma grande quantidade de estupros nas províncias de Nagaland, Assam e Manipur. Isto não quer dizer, porém, que as forças de segurança sejam as únicas responsáveis por atropelos  dos direitos humanos na região. Existem  relatos de que grande parte da violência contra civis, incluindo o abuso sexual, é infligida também por grupos rebeldes  e gangues criminosas armadas na região.

### Uttar Pradesh
Existe uma grande discrepância entre os relatos de estupro e agressão sexual. Por exemplo, de acordo com o People's Union for Civil Liberties (PUCL), a maioria das pessoas agredidas em 2007 foram as mulheres pobres de áreas remotas e as  intocáveis (dalits). SR Darapuri do PUCL alegou: "Tive acesso ao número de estupros ocorridos em 2007 e descobri que 90% das vítimas foram os Dalits e 85% dos Dalit vítimas de estupro eram menores de idade e meninas." As alegações de Darapuri não coincidem com os dados compilados pela National Crime Records Bureau da Índia, que encontrou 6,7% de estupro e agressão sexual contra Dalits em 2007, sendo que cerca de 16% da população Indiana é classificado como Dalit. Houve  391 casos de estupro de intocáveis registrados em Uttar Pradesh  em 2013, ou cerca de 1 por 100.000 Dalits no estado de cerca de 200 milhões de pessoas (21% dos quais é classificado como Dalit).

## A partição da Índia
Durante a partição da Índia, milhares de  mulheres afirmaram terem sido sequestradas e estupradas. A criação em 14  e 15 de agosto de 1947, de duas novas nações, Paquistão e Índia, como resultado da independência da Índia britânica, provocou enormes movimentos de populações, assassinatos, raptos, violações e limpeza étnica. Mais de catorze  milhões de pessoas movimentaram-se entre a Índia e o Paquistão durante e após a partição, procurando os locais onde as suas religiões respetivas estivessem em maioria.
Cerca de setenta e cinco mil a cem mil mulheres foram raptadas e violadas por homens de religiões diferentes da sua (e por vezes também  da sua própria religião). A violação era uma arma de guerra. Mais tarde os dois governos, India e Paquistão, concordaram em resgatar  essas mulheres e devolvê-las ao país de origem; contudo, muitas eram recusadas pelas próprias famílias, pois tinham sido "contaminadas", e várias outras não queriam regressar.

## Avisos ao turismo
Casos de violação contra estrangeiros levaram vários países a emitir conselhos de viagem para que as "mulheres viajantes devem ter cuidado ao viajar na Índia, mesmo se estiverem viajando em grupo; evitar táxis ou transporte público à noite; respeitarem os códigos de vestuário e costumes locais e evitar áreas isoladas".
Em Março de 2013, um casal suíço que viajava de bicicleta  de Orchha para Agra, decidiu acampar para uma noite numa aldeia no Distrito de Datia. Lá, eles foram agredidos por oito moradores, roubados, e o homem foi dominado e amarrado, enquanto a mulher de 39 anos foi violada em grupo na frente do marido na aldeia. O governo suíço emitiu um aviso  para viajantes  em 2013 sobre o "número crescente de violações e outros delitos sexuais" acontecendo na Índia.
A cobertura noticiosa das violações e os avisos de viagem que se seguiram preocuparam a indústria do turismo indiano. Alguns relatos dos meios de  comunicação social afirmaram que os casos de violações de grande visibilidade levaram o número de turistas a descer 20 a 30 por cento em comparação ao ano anterior. De 1200 empresas pesquisadas mais de 70% relataram cancelamentos por turistas femininas da Grã-Bretanha, Estados Unidos e Canadá , juntamente com uma redução de 25% em geral. No entanto, as chegadas  de turistas á Índia aumentaram  de 6,5 milhões de chegadas em 2012, para 6,8 milhões de chegadas em 2013. As chegadas de turistas em 2014 observaram outro aumento de 10% em relação aos níveis de 2013.
Em janeiro de 2015, o Ministério do Turismo da Índia introduziu linhas de ajuda de emergência para turistas do sexo feminino. O governo indiano anunciou em Abril de 2015, que os turistas recebem agora um "cartão de boas-vindas" do funcionário da imigração à chegada com recursos para garantir a sua segurança,  está a ser introduzido um sistema de localização por GPS em todos os táxis, e foram instituídas linhas de ajuda turística em 12 línguas estrangeiras.
Num caso não relacionado com o turismo, a Rússia emitiu um aviso de viagem aos seus cidadãos após uma cidadã russa ter sido violada em Dezembro de 2009. O caso foi amplamente noticiado após um membro do parlamento indiano, Shantaram Laxman Naik,  ter culpado a vítima e os meios de comunicação social por terem enfatizado demasiado o caso da violação da russa depois de "ela ter sido violada por um político estatal no seu carro após terem jantado juntos". Naik foi criticado por líderes de partidos políticos indianos como a CPI-M, BJP e SP por culpar a vítima e os meios de comunicação social.

## Resposta legal
A lei Indiana antes do caso de  Jyoti Pandey considerava apenas os atos de relações pénis-vagina dentro da definição de violação,  e os atos de penetração forçada da boca, uretra e ânus através do pénis ou dum objeto inanimado não eram abrangidos pela definição de violação. Um grande número de estupradores nãoforam processados, porque não havia nenhuma lei para punir tais atos.  A definição foi ampliada em 2013 para considerar violação como quaisquer atos como a penetração pelo pénis, ou de qualquer objeto ou qualquer parte do corpo em qualquer medida, na vagina, boca, uretra ou ânus de uma mulher ou obrigá-la a fazê-lo com outra pessoa,  ou a aplicação da boca aos  órgãos sexuais, sem o consentimento ou vontade da mulher.
A seção também deixou claro que a penetração significa "a penetração em qualquer medida", e a falta de resistência física é irrelevante para a constituição de um crime. Exceto em certas situações agravadas, a punição será de prisão não inferior a sete anos, mas que poderá  chegar à prisão perpétua, e passa a ser também sujeita à multa. Em situações agravadas, a a pena será de prisão rigorosa por um período que não será inferior a dez anos, mas que poderá prolongar-se até à prisão perpétua, e será também passível de multa.
A Seção 53 do Código de Processo Penal Indiano estabelece certas disposições para o exame médico do acusado. A Seção 164A, do Código de Processo Penal lida com o exame médico da vítima.
O estatuto revisado de 2013 da lei Indiana, na seção 376, prevê um mínimo de pena  em determinados casos. Por exemplo, se a agressão sexual infligir um ferimento que cause a morte ou faça com que a vítima fique em estado vegetativo persistente, então o violador culpado deve ser condenado à prisão rigorosa de, pelo menos, vinte anos, que poderá ser até ao resto da sua vida natural,  ou com pena de morte.  No caso de violação em grupo,  as mesmas bases mínimas  de sentença são agora exigidas por lei. O condenado também é obrigado a pagar uma indemnização à vítima que deve ser suficiente para cobrir as despesas médicas e de reabilitação da vítima, de acordo com a Seção 357 B do Código de Processo Penal. A pena de morte é especificada para os casos mais extremos  de violações .
A lei de 2013 também aumentou a idade de consentimento sexual de 16 anos para 18 anos e qualquer atividade sexual com alguém com menos de 18 anos de idade, independentemente do consentimento, agora constitui estupro.
A nova lei tornou obrigatório que todos os hospitais governamentais e privados na Índia prestem gratuitamente primeiros socorros e tratamento médico às vítimas de violação.
Também, em Maio de 2013, o Supremo Tribunal da Índia decidiu que o arcaico (e não-científico) teste dos dois dedos numa vítima de violação violava o seu direito à privacidade, e pediu ao governo de Deli que providenciasse melhores procedimentos médicos para confirmar a agressão sexual, mas o teste continuou a ser usado.
Em 3 de Novembro de 2015, o Supremo Tribunal de Allahabad observou que uma criança nascida de violação será tratada como  filha ilegítima do agressor, e terá direitos sucessórios sobre os seus bens.  No entanto, se a criança em seguida for adoptada,  ele/ela não terá quaisquer direitos sobre a propriedade do pai biológico.

### Base de dados nacional de delinquentes sexuais (NDSO)
O governo indiano,  em 20 de Setembro de 2018,  lançou a Base de Dados Nacional sobre Delinquentes Sexuais (National Database on Sexual Offenders - NDSO). A base de dados contém entradas de delinquentes condenados sob acusações de violação, violação em grupo, abuso sexual de crianças  e provocação de Eva. O portal contém, por agora, 440.000 entradas de casos que foram relatados desde 2008. É gerido pelo Serviço Nacional de Registos Criminais. A base de dados é acessível apenas às agências de aplicação da lei para fins de investigação e monitorização.

### Tribunais rápidos
Como resultado do caso de estupro coletivo de Deli em 2012,  o governo Indiano implementou um sistema judicial acelarado para rapidamente processar casos de violação. O  sistema foi bem recebido por alguns, mas a sua imparcialidade questionada por alguns juristas e académicos. Os juristas afirmam que os  tribunais rápidos não podem ser justos num país empobrecido, onde há milhões de casos pendentes, e há uma média de apenas 14 juízes por milhão de pessoas - uma das  mais baixas em um estudo das Nações Unidas de 65 nações. Os tribunais rápidos desviariam  recursos judiciais limitados e adicionariam  atrasos no julgamento de outros crimes. Observaram que o estado de Deli instituiu cinco tribunais rápidos em 2013 para lidar com casos de violação, mas não existem tais tribunais para homicídios. Mrinal Satish, da Universidade Nacional de Direito de Nova Deli  disse, "há um risco de , neste resposta emocional, e clamor por  justiça imediata, podermos  acabar por colocar pessoas inocentes na prisão".

### Condenações
A taxa de condenação de estupradores caiu  ao longo dos últimos 40 anos. De todos os estupros  na Índia, apenas um em cada quatro leva a uma condenação.[ligação inativa] A taxa de condenação por casos de violação na Índia foi de 44,3% em 1973, 37.7% em 1983, de 26,9% em 2009, a 26,6% em 2010, de 26,4 por cento em 2011, 24,2% em 2012 e 27,1% em 2013. Contudo, as denúncias de casos de  violação aumentam constantemente. O advogado  Aman Lekhi faz notar que "a relutância das vítimas em se abrirem perante os tribunais e polícia é um fator importante para a baixa taxa de condenação em casos de violação. A hostilidade do sistema é outra razão. O sistema como um todo precisa de ser sensibilizado para as vítimas de violação."
| Taxa(%) | Ano  |
| 44.3    | 1973 |
| 37.7    | 1983 |
| 26.9    | 2009 |
| 26.6    | 2010 |
| 26.4    | 2011 |
| 24.2    | 2012 |
| 27.1    | 2013 |

### O estupro conjugal
O estupro conjugal não é um delito penal  no quadro legal Indiano , , exceto durante o período de separação judicial dos parceiros. A excepção de violação conjugal,  ou seja a  exceção 2 do artigo 375 do Código Penal Indiano afirma que a relação sexual por um homem com sua própria esposa, não sendo ela  menor de 18 anos, não é estupro. Na década de 1980, grupos de direitos femininos lutaram para que o  estupro conjugal fosse  declarado ilegal.  Funcionários governamentais argumentaram que o contrato de casamento pressupõe o consentimento sexual e que a criminalização da violação conjugal, por sua vez, iria degradar os valores familiares na Índia.
O sexo forçado pelos maridos sobre as esposas, contudo,  tem consequências legais no direito matrimonial indiano, na medida em que pode ser tratado como uma falta matrimonial, resultando na dissolução do casamento. Todas as leis religiosas pessoais e a lei secular que regem o casamento e o divórcio na Índia consideram a 'crueldade' de um cônjuge para o outro como um motivo de divórcio.
A Lei do Casamento Hindu de 1955, originalmente promulgada, previa que, para constituir uma causa de divórcio, um acto de crueldade deveria ser tal que "produzisse uma apreensão razoável na mente do peticionário de que seria prejudicial ou nocivo para o peticionário viver com a outra parte". A violação conjugal também equivale a "abuso sexual" nos termos da lei relativa à violência doméstica promulgada em 2005, nos termos da qual as esposas lesadas ou as companheiras que vivem em união de facto podem reclamar recursos civis, como injunção contra a violência, expulsão de casa ou ordem para o marido/parceiro  pagar  alimentação. A lei só faz efeito para regular a violência sexual no casamento nos casos em que é acompanhada de violência física extrema ou quando a saúde e segurança da esposa está em perigo, como no caso das esposas menores.
Esta excepção tem aplicação restrita quando a esposa tenha vivido separada do marido, com ou sem um decreto de separação judicial. Nesses casos, o marido pode ser processado por violação. Se for condenado, a pena mínima é a prisão de dois anos e a imposição de uma multa (Secção 376B, IPC) . Esta cláusula foi ratificada no ano de 1983, um período de grande perturbação na história da reforma da lei de violação na Índia, quando foram feitas grandes mudanças pela primeira vez desde a promulgação das leis de violação pelo Estado colonial em 1860. A comissão parlamentar que deu forma definitiva às alterações de 1983 não estava inclinada a tratar o sexo não consensual entre um casal separado como sendo violação, com o argumento de que uma acusação de violação iria aumentar as possibilidades de divórcio, tornando a reconciliação muito mais difícil para o casal. Assim, a pena mínima estipulada para esta categoria de violação foi fixada muito abaixo do habitual.
Até 2017, havia uma discrepância entre duas subcláusulas da Secção 375. A excepção 2 afirmava que "as relações sexuais de um homem com a sua própria esposa, não sendo a esposa menor de quinze anos, não é violação" No entanto, a mesma disposição afirmava que se diz que um homem comete violação se tiver relações sexuais com uma mulher, com ou sem o seu consentimento, se ela tiver menos de 18 anos de idade. Independent Thought, uma organização não governamental, numa petição em 2013, tinha contestado a Excepção 2 Numa decisão histórica de 11 de Outubro de 2017, o Supremo Tribunal manteve a idade de consentimento como sendo de 18 anos . O tribunal considerou que a distinção feita entre uma criança do sexo feminino casada e uma criança não casada era ilógica e contrariava as disposições da Lei de Protecção das Crianças contra Ofensas Sexuais de 2012. Tal distinção também violava o direito da criança à liberdade e dignidade nos termos do artigo 21 da Constituição. Dois outros estatutos significativos prejudicados pela secção original do IPC foram a Lei da Proibição do Casamento de Crianças de 2006, e a Lei da Justiça Juvenil, ambas definindo uma criança como alguém com idade inferior a 18 anos.

### Preocupações de potencial abuso

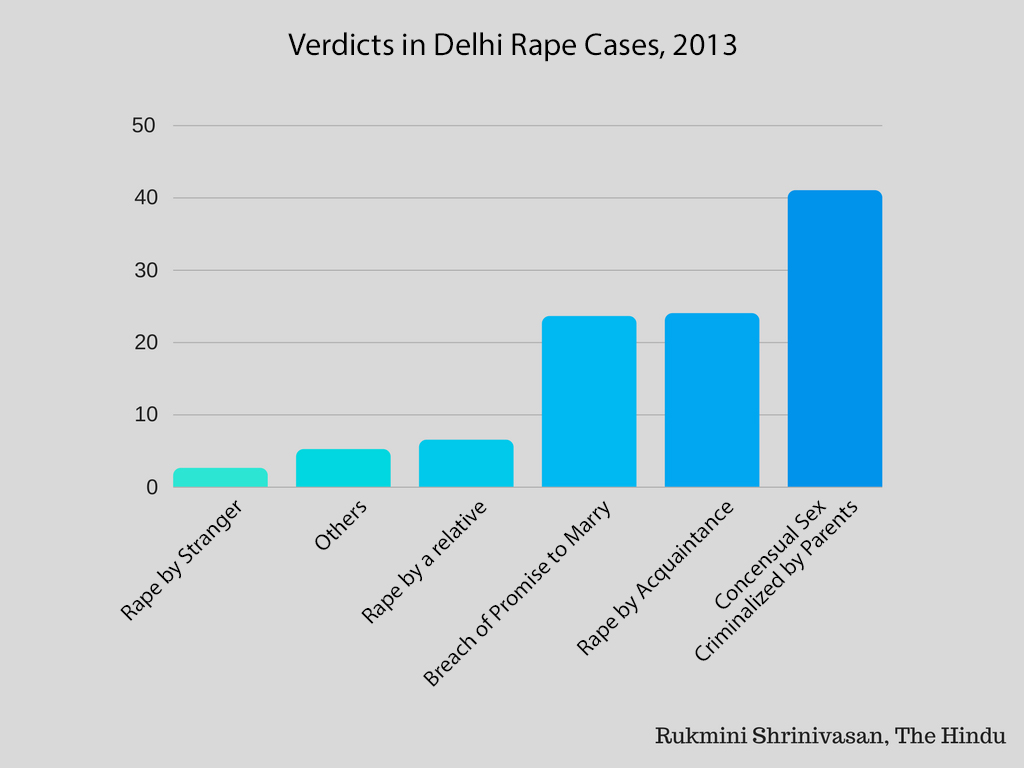
Os veredictos em Delhi Casos de Violação, 2013

Em Abril de 2013, o Juiz Virender Bhat sugeriu que a proposta legal de confiar únicamente no depoimento da vítima se tornou "uma arma fácil" para incriminar qualquer um em caso de violação. O Juiz Kailash Ghambhir,  do Supremo Tribunal de Deli,  declarou que as disposições penais para violação estão frequentemente a ser mal utilizadas por mulheres como uma "arma de vingança e vendetta" para assediar e chantagear os seus amigos do sexo masculino, apresentando casos falsos para extorquir dinheiro e forçá-los a casar.  Saamna, o porta-voz do Shiv Sena, um partido político hindu da extrema direita ultranacionalista,  num editorial observou que,  embora apoiando o Inspector-Geral Adjunto da Polícia em Mumbai numa alegada queixa de violação, se tinha tornado  "moda fazer sensação ao acusar alguém por violação e abuso"..
Em 2014, de acordo com um relatório apresentado pela Comissão de Deli para as Mulheres, 53% das violações comunicadas em 2012-13 foram consideradas "falsas". Porém, este relatório considerou como falsos os casos que foram arquivados antes de ir a julgamento, e não conseguiu diferenciar entre os casos arquivados devido a coerção e os casos em que era evidente que as mulheres estavam a mentir.
De acordo com uma investigação do jornal  The Hindu,  que apenas considerou os casos que foram a julgamento completo,  dos 460 casos deste tipo nos tribunais distritais de Deli em 2013, apenas 2% (12) foram considerados como tendo sido cometidos por estranhos. 41% (189) destes casos foram apresentados pelos pais para criminalizar e acabar com as relações sexuais consentidas, 24% (109) foram apresentados sob "violação da promessa de casamento" e 30% (141) foram considerados como tendo sido cometidos por conhecidos e familiares.

### Programas de educação
Em Fevereiro de 2017, o Ministério da Saúde e do Bem-Estar Familiar revelou material de recurso relacionado com questões de saúde a ser utilizado como parte de um plano nacional de educação de adolescentes por pares chamado Saathiya. Entre outros assuntos, o material discute as relações e o consentimento. O material afirma: "Sim, os adolescentes apaixonam-se frequentemente. Podem sentir atração por um amigo ou qualquer indivíduo do mesmo sexo ou do sexo oposto. É normal que tenham sentimentos especiais por alguém. É importante que os adolescentes compreendam que tais relações se baseiam no consentimento mútuo, confiança, transparência e respeito. É normal falar de tais sentimentos à pessoa por quem os tem, mas sempre de uma forma respeitosa. ... Os rapazes devem compreender que quando uma menina diz 'não', significa não". 